# Myotis fimbriatus
Myotis fimbriatus är en fladdermus i familjen läderlappar som förekommer i Kina. Taxonet infogades en längre tid som synonym i olika andra arter från samma släkte och det godkänns sedan 2008 som art.
Arten blir 42 till 52 mm lång (huvud och bål), har en 37 till 48 mm lång svans och 37 till 40 mm långa underarmar. Bakfötterna är 8 till 10 mm långa och öronen är 14 till 16 mm stora. Den korta pälsen på ovansidan har en gråbrun till svartbrun färg. Undersidans päls har samma färg med en otydlig vit skugga. Svansen kännetecknas av vita punkter nära bålen. Den tredje och förminskade premolaren i överkäken är inte förflyttad mot tandraden.
Myotis fimbriatus har flera från varandra skilda populationer i centrala och östra Kina, inklusive Hongkong. Individerna vilar i grottor och kan anpassa sig till olika habitat. Antagligen bildar arten kolonier.
För beståndet är inga hot kända. IUCN listar arten som livskraftig (LC).